# Buchen-Eckenscheibchen
Das ungenießbare Buchen-Eckenscheibchen (Diatrype disciformis) ist eine Pilzart aus der Familie der Eckenscheibchenverwandten (Diatrypaceae). Die holzharten, warzen- bis pustelartigen Fruchtkörper erscheinen ganzjährig an Buchenästen.

## Merkmale

### Makroskopische Merkmale
Die Fruchtkörper bestehen aus einem 2–3 mm breiten und bis zu 1,5 mm hohen, ziemlich rundlichen und holzartig harten Stroma. Als Stroma bezeichnet man die Sammelfruchtkörper bei Schlauchpilzen, die mehrere Perithecien enthalten. Manchmal können auch mehrere Stromata zusammenwachsen und dadurch länglich erscheinen. Die matt glänzende Oberfläche ist jung dunkelbraun bis graubraun, dann rotbräunlich und im Alter schwarz-braun gefärbt. Sie ist durch die Perithezienmündungen siebartig punktiert. Die kleinen Fruchtkörper durchbrechen die Borke, dabei bilden sich aus den Fetzen der aufgesprengten Rinde eckige Zipfelchen, worauf auch der deutsche Artname zurückzuführen ist. Wird ein Stroma mit einem scharfen Messer waagerecht durchgeschnitten, kann man im Inneren etwa 20 Perithezien erkennen. Die Perithezien sind die eigentlichen Fruchtkörper, in denen die Sporen gebildet werden.

### Mikroskopische Merkmale
Die hyalinen, glatten und allantoiden (würstchenförmigen) Sporen messen 5–8 × 1,4–1,6 µm und sitzen in keulenförmigen und lang gestielten Schläuchen. Der sporenführende Teil ist etwa 15–45 µm lang und 4–5,5 µm breit.

## Artabgrenzung
Das Blasige Eckenscheibchen (Diatrype bullata) bildet sehr ähnliche Fruchtkörper, wächst aber auf Weidenästen. Ebenfalls ähnlich können Arten der Gattung Diatrypella sein. Auch sie bilden rundliche und pustelförmige Stromata. Sie unterscheiden sich von der Gattung Diatrype durch ihre vielsporigen Schläuche. Vielsporig bedeutet, dass jeder Schlauch so viele Sporen enthält, dass die genaue Anzahl nicht feststellbar ist. Sehr ähnlich und recht häufig ist das Warzige Eckenscheibchen (Diatrypella verrucaeformis), das an toten, noch berindeten Ästen verschiedener Laubholzarten vorkommt.

## Ökologie und Verbreitung

Europäische Länder mit Fundnachweisen des Buchen-Eckenscheibchens.
Legende:
grün = Länder mit Fundmeldungen
cremeweiß = Länder ohne Nachweise
hellgrau = keine Daten
dunkelgrau = außereuropäische Länder.

Das Buchen-Eckenscheibchen kommt ganzjährig in dichten Scharen an toten, am Boden liegenden, noch berindeten Buchenästen vor. Besonders häufig findet man es vom Winter bis in den Frühling hinein. Selten wächst es auch auf anderen Laubhölzern. Der Pilz ist in Buchenwäldern ausgesprochen häufig und bei gezielter Suche kaum zu übersehen.

## Bedeutung
Aufgrund seiner holzartig harten Fruchtkörper ist der Pilz nicht als Speisepilz geeignet.